# 張台松
張台松（1967年—），中華民國陸軍中將，航空兵出身，現任陸軍司令部副司令，曾任陸軍航空特戰指揮部中將指揮官，陸軍航空特戰指揮部少將參謀長，陸軍航空第六〇一旅少將旅長、陸軍飛行訓練指揮部少將指揮官。畢業於陸軍官校專科10期（78年班），2022年5月1日晉升中將

。
2025年2月8日升任陸軍副司令，同月16日生效。
| 中華民國國防部 |                                                                 |               |
| 陸軍司令部     |                                                                 |               |
| 前任： 呂坤修  | 陸軍司令部中將副司令 2025年2月16日                              | 繼任： 現任   |
| 前任： 何啟鎮  | 陸軍航空特戰指揮部中將指揮官 第8任 2022年2月16日－2025年2月15日 | 繼任： 楊承華 |